# Protjerivanje
Protjerivanje je generički izraz za državne mjere prema određenoj etničkoj, vjerskoj, socijalnoj ili političkoj skupini, prisiljavajući na napuštanje područja njihovog podrijetla.

## Primjeri
Protjerivanje općenito nije ni pravno ni povijesno jasno i nedvosmisleno određen pojam. 
Protjerivanje uključuje prisilu na napuštanje mjesta prebivanja zbog 
- diskriminacije, prisile, ili pod prijetnjom nasiljem,
- deportacije stanovništva od strane države na druga područja,
- etničkog čišćenja.